# 圣冈通
圣冈通（法語：Saint-Ganton，法語發音：[sɛ̃ ɡɑ̃tɔ̃]）是法国伊勒-维莱讷省的一个市镇，属于勒东区。

## 地理
圣冈通（47°45'14"N, 1°52'58"W）面积14.08 平方千米，位于法国布列塔尼大區伊勒-维莱讷省，该省份为法国西北部沿海省份，位于布列塔尼半岛东部，北濒大西洋，西接阿摩尔滨海省和莫尔比昂省，南至大西洋卢瓦尔省，西南端接曼恩-卢瓦尔省，东临马耶讷省，东北与芒什省接壤。
与圣冈通接壤的市镇（或旧市镇、城区）包括：朗贡、吉普里-梅萨克、皮普里亚克、圣瑞斯特。

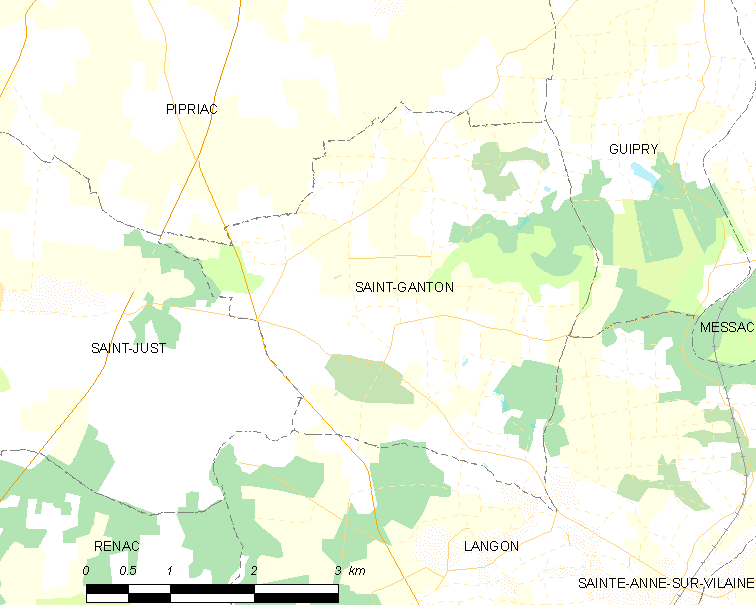
圣冈通的OSM定位图

圣冈通的时区为UTC+01:00、UTC+02:00（夏令时）。

## 行政
圣冈通的邮政编码为35550，INSEE市镇编码为35268。

## 政治
圣冈通所属的省级选区为勒东县。

## 人口

1962-2008年间圣冈通人口变化图示

圣冈通于2022年1月1日时的人口数量为414人。